# Передміхурова залоза
Передміху́рова за́лоза або проста́та (лат. prostata, від грец. προστάτης — «той, що стоїть попереду», «оборонець») — одна із залоз статевої системи чоловіка. Вона розміщується нижче сечового міхура, оточуючи уретру. Крізь її товщу проходить простатична частина сечовивідного каналу.

## Анатомічний склад
Зовні передміхурова залоза покрита капсулою, що складається з щільної сполучної тканини з елементами гладко-м'язових волокон. Простата має дві поверхні — передню і задню, а також дві дольки — ліву і праву, між якими по задній поверхні залози проходить невиразна борозенка. За формою простата подібна до каштана. До складу передміхурової залози входять клітини 3 типів: секреторні — епітеліальні, гладкі м'язи та фібробласти.
Розміри передміхурової залози коливаються в досить значних межах у залежності від віку й індивідуальних особливостей організму. У дорослого чоловіка довжина її коливається від 2,5 до 4,2 см, ширина — 2,2-5 см, товщина — 1,7-2,3 см, вага — 17-28 г. Простата складається з залозистої тканини, що займає від 1/2 до 3/4 її об'єму і передміхурового м'яза. Залозисте тіло містить у собі 20-50 окремих трубчасто-альвеолярних залозок грушоподібної чи клиноподібної форми, кожна з яких має власну протоку. Ці протоки зливаються і надалі відкриваються на задній стінці простатичної частини уретри. Залозисті часточки зв'язані між собою сполучною тканиною, що містить еластичні волокна і міцні гладко-м'язові пучки, що складають кільцевий м'яз простати, скорочення якого обумовлюють викидання секрету.
У межах передміхурової залози розташована чоловіча маточка (uterus masculinus), що є рудиментом Мюллерових каналів.

## Функція
Передміхурова залоза секретує рідину, або слиз, який становить 75 % загального об'єму еякуляту та містить різноманітні продукти з різними функціональними властивостями: білки, імуноглобуліни, ферменти, вітаміни, іони металів і ін. Такий набір речовин забезпечує енергетичні потреби сперматозоїдів, бере участь у процесах розрідження еякуляту і несе захисну функцію. Слиз також забезпечує пересування сперматозоїдів сім'явиносною протокою, а також процес сім'явипорскування. Структуру і функцію простати контролюють андрогени, естрогени, гормони гіпофізу, стероїдні гормони. Різні частини простати мають неоднакову чутливість: андрогени стимулюють задню частину залози, естрогени — передню ділянку. Як гормонозалежний орган, передміхурова залоза є основною мішенню андрогенів яєчка, причому найактивніший у ній дегідротестостерон.
Вельми обережно говорять про те, що функції простати контролюють органи ендокринної системи (за допомогою гормонів гіпофіза, тестикул, кори надниркових залоз). У цій фразі присутня вже якась таємниця, в подібному взаємозв'язку, швидше за все, криється повна розгадка ролі передміхурової залози в повноцінній життєдіяльності чоловічого організму. Звідси і часто звучить аналогія органу з серцем.

## Захворювання передміхурової залози

### Простатит
Простатит — запальне захворювання передміхурової залози, одне з найпоширеніших захворювань статевих органів у чоловіків. Вважається, що простатитом частіше усього хворіють чоловіки найбільш працездатного та репродуктивного віку — 20 — 45 років. Запалення простати виникає внаслідок проникнення інфекції, а також внаслідок розвитку різних патологічних реакцій.
Збудниками неспецифічного запалення у передміхуровій залозі вважаються стафілококи, іноді ентерококи, протей, ехінококи та дуже рідкісна синьогнійна паличка. Специфічне запальне захворювання передміхурової залози викликають мікобактерії туберкульозу, гонококи, трихомонади, хламідії, мікоплазми та віруси. Шляхи проникнення неспецифічної та специфічної інфекції частіше усього: уретральний або висхідний. Мікобактерії туберкульозу проникають гематогенним шляхом. Лімфогенний шлях проникнення інфекції можливий при запальних захворюваннях сусідніх органів таза.
Симптомами простатиту є часте сечовипускання, болюче сечовипускання (особливо у кінці акта сечовипускання) і помірна інтоксикація. Іноді наступає гостра затримка сечі, температура тіла підіймається до 39-40°С. До загальних симптомів простатиту також відносять швидку стомлюваність, знижену працездатність, обумовлені хронічною інтоксикацією і гормональними порушеннями. При тривалому захворюванні в хворих розвивається астенізація, поганий сон, апатія, головний біль і ін.

### Рак передміхурової залози
За частотою виникнення, рак передміхурової залози стоїть на одному з перших місць у чоловіків. За різними джерелами, на рак простати припадає від 5 до 18 % випадків раку, 25 % пухлин у чоловіків становлять рак передміхурової залози. Найчастіше вік тих, хто захворів на рак простати старше 60-70 років. Припускають, що рак передміхурової залози обумовлений порушеннями ендокринної регуляції у статевій сфері.
На ранніх стадіях рак простати може протікати безсимптомно. Хвороба починає проявляти себе, коли пухлина проростає за межі передміхурової залози (простати) і дає метастази. Найчастіше симптомами раку простати є частішання сечовипускання вночі, ускладнення сечовипускання (спочатку вночі, а потім і вдень), відчуття неповного спорожнювання сечового міхура, наростання кількості залишкової сечі. Багато симптомів раку простати на початкових стадіях збігаються з простатитом. На пізніших стадіях захворювання з'являється біль у хрестці, промежині, мошонці, голівці статевого члена, утруднене сечовипускання млявим струменем, домішка крові в сечі або спермі. Швидка і значна втрата ваги також є одним з симптомів.
Лікування раку передміхурової залози можливе тільки на ранніх стадіях захворювання. Рак простати має один з найнижчих рівнів виліковування, з огляду на труднощі діагностики на ранніх стадіях та часом сором'язливість та небажання чоловіків звертатися до лікаря по допомогу. Профілактикою захворювання є регулярні, щорічні ректальні обстеження простати у чоловіків похилого віку і регулярне і нормальне статеве життя для всіх чоловіків. За твердженням австралійських дослідників помірна мастурбація є корисною для профілактики захворювання. Це пояснюється тим, що за відсутністю еякуляції в простаті накопичуються канцерогенні речовини, які часто спричинюють захворювання. Чоловіки, які мають сім'явиверження (еякуляцію) більш ніж 5 разів на тиждень, зменшують свої шанси захворіти на рак простати на третину.